# اتوکا (اکلاهما)
اتوکا(به انگلیسی: Atoka) شهری در ایالت اکلاهما کشور ایالات متحده آمریکا است که جمعیت آن در سرشماری سال ۲۰۱۰ میلادی، ۳٬۱۰۷ نفر بوده‌است.